# Vale Formoso e Aldeia do Souto
Vale Formoso e Aldeia do Souto (oficialmente: União das Freguesias de Vale Formoso e Aldeia do Souto) é uma freguesia portuguesa do município da Covilhã, com 18,9 km² de área e 616 habitantes (censo de 2021). A sua densidade populacional é 32,6 hab./km².

## História
Foi constituída em 2013, no âmbito de uma reforma administrativa nacional, pela agregação das antigas freguesias de Vale Formoso e Aldeia do Souto e tem a sede em Vale Formoso.

## Demografia
A população registada nos censos foi:
| Distribuição da População por Grupos Etários | Distribuição da População por Grupos Etários | Distribuição da População por Grupos Etários | Distribuição da População por Grupos Etários | Distribuição da População por Grupos Etários | Distribuição da População por Grupos Etários |
| -------------------------------------------- | -------------------------------------------- | -------------------------------------------- | -------------------------------------------- | -------------------------------------------- | -------------------------------------------- |
| Antes da agregação                           |                                              |                                              |                                              |                                              |                                              |
| Ano                                          | 0-14 anos                                    | 15-24 anos                                   | 25-64 anos                                   | >= 65 anos                                   | Total                                        |
| 2001                                         | 125                                          | 130                                          | 417                                          | 233                                          | 905                                          |
| 2011                                         | 99                                           | 94                                           | 399                                          | 222                                          | 814                                          |
| Após a agregação                             |                                              |                                              |                                              |                                              |                                              |
| Ano                                          | 0-14 anos                                    | 15-24 anos                                   | 25-64 anos                                   | >= 65 anos                                   | Total                                        |
| 2021                                         | 55                                           | 51                                           | 300                                          | 210                                          | 616                                          |